# Джон Далтон
Джон Далтон (на английски: John Dalton (ˈdɔːltən)) е английски физик и химик, известен с приносите си в развитието на атомистическите възгледи в химията.

## Биография
Роден е на 6 септември 1766 г. в Игълсфийлд, Великобритания. Никога не е встъпвал в брак, не са известни негови романтични истории и е имал само неколцина близки приятели.
Постулира няколко закона, които по-късно получават неговото име. На него е назован дефект на зрението – далтонизъм, от който той страда и който сам описва през 1794 година. През същата година е избран за член на Манчестърското литературно и философско дружество.
Умира на 27 юли 1844 г. в Манчестър на 77-годишна възраст.